# Cymodoce granulata
Cymodoce granulata là một loài chân đều trong họ Sphaeromatidae. Loài này được Miers miêu tả khoa học năm 1876.